# Ili’uun jezik
Ili’uun jezik (ISO 639-3: ilu; isto i erai, hahutan, hahutau, iliun, ilmaumau, limera), austronezijski jezik kojim govori oko 1 400 ljudi (1990 SIL) u nekoliko sela na indonezijskim otocima Wetar i Lirang.
Na Wetaru se govoi u selima Telemar, Karbubu, Klishatu, Ilmaumau, Erai (Eray), Nabar i Esulit, i na Lirangu u selu Istutun. Ima nekoliko dijalekata koji se nazivaju telemar, karbubu, ustutun, klishatu, ilmaumau, eray, nabar i esulit.
Wetarsku podskupinu sjevernih ekstra-ramelajskih jezika čini s jezicima aputai [apx], perai [wet], talur [ilw] i tugun [tzn].

## Vanjske poveznice
- Ethnologue (14th)
- Ethnologue (15th)
- The Ili'uun Language